# Aleksandr Utin
Aleksandr Wasiljewicz Utin (ros. Александр Васильевич Утин, ur. 31 marca?/13 kwietnia 1906 w Ludinowie, zm. 23 stycznia 1950 w Moskwie) – radziecki generał porucznik lotnictwa, Bohater Związku Radzieckiego (1945).

## Życiorys
Uczył się w technikum pedagogicznym w Żyzdrze, od lutego 1926 służył w Armii Czerwonej, ukończył Szkołę Wojskowo-Teoretyczną Sił Powietrznych w Leningradzie i wojskową szkołę pilotów w Borisoglebsku (1928) i został lotnikiem-instruktorem i dowódcą klucza. Później dowodził oddziałem i eskadrą w wojskowej szkole pilotów w Charkowie, od 1939 należał do WKP(b), w 1941 ukończył wojskową akademię sił powietrznych Armii Czerwonej, od czerwca 1941 dowodził pułkiem lotnictwa myśliwskiego, od sierpnia 1941 brał udział w wojnie z Niemcami na Froncie Południowo-Zachodnim. Od 2 sierpnia 1942 do 19 czerwca 1943 dowodził 220 Dywizją Lotnictwa Myśliwskiego 16 Armii Powietrznej Frontu Stalingradzkiego/Dońskiego/Centralnego, wyróżnił się w bitwie pod Stalingradem, w czerwcu 1943 został dowódcą 7 Korpusu Lotnictwa Myśliwskiego 5 Armii Powietrznej Frontu Stepowego/2 Ukraińskiego. Uczestniczył w operacji biełgorodzko-charkowskiej, bitwie o Dniepr, operacji kirowohradzkiej, korsuń-szewczenkowskiej, humańsko-botoszańskiej, lwowsko-sandomierskiej, od początku 1945 walczył w składzie 2 Armii Powietrznej 1 Frontu Ukraińskiego. Brał udział w operacji sandomiersko-śląskiej, dolnośląskiej, górnośląskiej, berlińskiej i praskiej. Wykonał 37 lotów bojowych i strącił 2 samoloty wroga. Po wojnie nadal dowodził korpusem, w sierpniu 1946 został zastępcą dowódcy, a w kwietniu 1947 dowódcą 11 Armii Powietrznej/34 Armii Powietrznej. Został pochowany na Cmentarzu Nowodziewiczym.

## Odznaczenia
- Złota Gwiazda Bohatera Związku Radzieckiego (29 maja 1945)
- Order Lenina (29 maja 1945)
- Order Czerwonego Sztandaru (dwukrotnie, m.in. 3 lutego 1943)
- Order Bohdana Chmielnickiego I klasy
- Order Suworowa II klasy (19 stycznia 1944)
- Order Czerwonej Gwiazdy (dwukrotnie - 9 grudnia 1941 i 3 listopada 1944)
- Medal „Za obronę Stalingradu”
- Medal „Za wyzwolenie Pragi”
- Medal „Za zdobycie Berlina”
- Medal „Za zwycięstwo nad Niemcami w Wielkiej Wojnie Ojczyźnianej 1941–1945”